# I'll Never Heil Again
I'll Never Heil Again é um filme curta metragem estadunidense de 1941, dirigido por Jules White. É o 56º de um total de 190 filmes da série com os Três Patetas produzida pela Columbia Pictures entre 1934 e 1959.
Trata-se de uma sequência de You Nazty Spy!, outro curta da série, com Moe repetindo uma paródia de Hitler, Curly a de Hermann Göring (com um casaco com muitas medalhas, exibidas tanto na frente quanto nas costas) e Larry Fine como o Ministro da Propaganda Pebble (paródia combinada de Joseph Goebbels e do Ministro do Exterior nazista Joachim von Ribbentrop).
O título parodia a canção "I'll Never Smile Again", de autoria de Ruth Lowe em 1940.

## Enredo
O rei Herman 6⅞ foi deposto do trono da Moronica pelo ditador fascista Moe Hailstone (Moe Howard, numa paródia de Hitler durante a Segunda Guerra Mundial). Três cidadãos insatisfeitos o procuram e querem que ele recupere o trono. É decidido que a princesa Gilda (Mary Ainslee) seja enviada para realizar um atentado contra Moe.
Enquanto isso, o ditador Moe faz a barba e depois se encontra com o Marechal-de-Campo Herring (Curly) e o Ministro da Propaganda (Larry) para comerem um peru (possivelmente um trocadilho em inglês de turkey (peru) com Turkey (Turquia), ou seja, uma paródia para a tentativa de Hitler controlar a Turquia). Já Larry faz uma referência à Grécia, dizendo "I'll wipe out grease" (algo como "Eu vou ficar com a gordura"), usando um trocadilho de grease (gordura) com Greece (Grécia). Os três lutam pelo peru que acaba sendo arremessado contra um quadro de Napoleão na parede. A gravura do imperador cria vida, apanha o peru e foge correndo.
Gilda chega e se apresenta como astróloga que pode ver o futuro. Ela mostra um telescópio pelo qual se vê os três ditadores sendo assados no Inferno e diz a Moe que seus aliados do "Eixo" pretendem trai-lo. Pouco depois ela troca uma bola de bilhar por outra com explosivos. Os Três Patetas começam a jogar e encaçapam todas as bolas verdadeiras mas não conseguem acertar a explosiva. Herring acaba por guardá-la em seu bolso.
Em seguida, os parceiros do Eixo chegam para uma reunião. São eles Chizzilini (Cy Schindell parodiando Benito Mussolini), o Bey de Rum (Jack "Tiny" Lipson), um delegado japonês (Duncan Renaldo, parodiando Hiroito) e um delegado russo sem nome (Don Barclay). O encontro termina em uma briga generalizada com Moe declarando que o mundo era dele (apanhando um globo representativo do mundo e jogando para os outros Patetas numa simulação de futebol americano). Os membros do Eixo são desmaiados e Moe fica com o globo. Mas os outros dois também querem o objeto e na briga o globo acaba se esfarelando. Com raiva, Herring joga a bola de bilhar no chão e tudo explode. O rei Herman recupera o trono e a cabeça dos Três Patetas são exibidas na parede como troféus, ao lado das de animais empalhados.